# 34288 Bevindaglen
34288 Bevindaglen este o planetă minoră (asteroid), cu un diametru de 2,278 km, din centura de asteroizi. A fost descoperită pe 25 august 2000 la Experimental Test Site⁠(d) de Lincoln Near-Earth Asteroid Research. 
Obiectul prezintă o orbită caracterizată de o semiaxă mare de 2,3858241 UAi, o excentricitate de 0,07, o înclinație de 4,73689 ° în raport cu ecliptica.